# حلوى الطابع
حلوى الطابع أو حلوى المرشم هي حلوى من المطبخ الجزائري تحضّر من البيض، الدقيق، الزبدة، النشا، السكر، الفانيليا، البايكنغ باودر، بودرة الكاكاو والمربى. يمكن الحصول على أشكال مختلفة من حلى الطابع بحسب القوالب التي يوضع فيها العجين. مثلاً يمكن أن تكون على شكل قطع دائرية أو على شكل زهرات صغيرة وغيرها..
تحتوي كل حبة من حلى الطابع (30غ تقريباً) على المعلومات الغذائية التالية:
- السعرات الحرارية: 108
- الدهون: 3
- الدهون المشبعة: 2
- الكوليسترول: 17
- الكاربوهيدرات: 20
- البروتينات: 2